# Pseudomelatoma
Pseudomelatoma là một chi ốc biển săn mồi, là động vật thân mềm chân bụng sống ở biển trong họ Pseudomelatomidae.

## Các loài
Các loài thuộc chi Pseudomelatoma bao gồm:
- Pseudomelatoma moesta (Carpenter, 1864)
- Pseudomelatoma penicillata (Carpenter, 1864)
- Pseudomelatoma torosa (Carpenter, 1864)